# チャミクロ語
チャミクロ語（Chamicuro）とは、スペイン人が現在の南アメリカのペルーやエクアドルに移住する前に、ワジャガ川支流沿いのパンパ・エルモサ（美しい平原を意味する）という平原地帯に住んでいた100人以上のチャミクロ族によって話されていたアラワク語族に属する言語である。チャミクロ語の話者の多くはチャミクロ語を流暢に話すことができない。なので子供はチャミクロ語が100人以上話されていた時代に生まれてもチャミクロ語を話すことはできない。市民によってチャミクロ語の辞書も発行されていたが、現在はスペイン語に取って代わられている。『ビジュアル世界大地図』(日東書院、2014年)では今でもこの言語を話しているのは、チャミクロ族の2人だけと記されている。しかしスペイン語に乗っ取られ、ネイティブ・スピーカーは年々減少し、2019年の調査によると母語としているのは0人で、現在は死語となっている。